# Movimiento de Izquierda Socialista
Movimiento de Izquierda Socialista (en portugués Movimento de Esquerda Socialista), fue un partido político de Portugal surgido después de la revolución de los claveles del 25 de abril de 1974. Muchos miembros del Partido Socialista iniciaron su actividad en él, como el expresidente de la República, Jorge Sampaio. Participó en las elecciones de 1975 y 1976 donde obtuvo 57.695 y 31.332 votos respectivamente. Sus miembros lo fueron abandonando, la mayoría en beneficio del Partido Socialista, hasta que se extinguió.
- Datos: Q6926764
- Multimedia: Movimento de Esquerda Socialista / Q6926764